# Пјанлунго (Терни)
Пјанлунго је насеље у Италији у округу Терни, региону Умбрија.
Према процени из 2011. у насељу је живело 814 становника. Насеље се налази на надморској висини од 158 м.